# Mahoba
Mahoba (hindi: महोबा, urdú: مہوبا) és una ciutat d'Uttar Pradesh, capital del districte de Mahoba, un dels que formen la regió històrica del Bundelkhand, propera a Khajuraho, Charkhari, Kalinjar, Orchha i Jhansi a 25° 17′ N, 79° 52′ E / 25.28°N,79.87°E. Segons el cens del 2001 tenia 78.806 habitants. El 1872 consta amb 6.977 habitants i el 1881 amb 7.577. La ciutat vella està formada per tres parts; l'antic fort al nord del turó central; el Fort interior al cim del turó; i Dariba, al sud del turó.

## Història
La tradició preserva antics noms del lloc: Kekaipur, Patanpur i Ratanpur. Pertanyé als clans rajputs del gaharwar i pratihara als que el raja chandela Chandra Varman, nascut a la propera Maniagarh (prop de Panna) la va arrabassar, la va refundar i la va agafar com a capital vers el 800. Chandra Varma va fer un sacrifici (Mahotsav Nagar) del que la ciutat deriva el seu nom. Fou succeït per Vakpati, Jejja, Vijai Shakti i Rahiladeva.
Als sobirans posteriors estan associats la major parts del monuments chandeles: Vijai Pal (1035-1045) Kirat Varman (1060-1100) i Madan-Verman (1128-1164). Queden diversos restes antics: el Ram Kund marca el lloc on Chandra Varma va morir; és un tanc d'aigua de les que el líquid és considerat sagrat per procedir de diversos rierols sagrats; el fort és també d'aquesta època (modernament en ruïnes); el temple de Munia Devi, fou restaurat i té un pilar adjudicat a Madan Varmma, que també va construir el llac de Madan Sagar; el rei Vijaypal va construir el Vijay Sagar; hi ha també el Kirat Sagar construït per Kirat Varman al segle xii. Al Madan Sagar hi ha una illa al centre connectada per una calçada de pedra amb terra. També hi ha diversos temples jains. Els chandeles van regnar durant vint generacions, fins a Parmal o Paramardi (vers 1165 a 1182), el qual va suprimir el cognom Varma (o Varmma o Brahm), que fou derrotat per Prithwi Raj d'Ajmer i Delhi vers el 1182 tot i la resistència dels generals Alha i Udal. Encara que uns anys després els chandeles dirigits per Trailoka Varman, fill de Paramardi, van reconquerir Mahoba i Kalinjar vers 1195 la ciutat va caure en mans del general (després sultà) Qutb-ad-Din Àybak vers 1203. Hi ha diversos monuments musulmans destacant la tomba de Jalhan Khan sobre un temple de Xiva, i una mesquita també sobre un temple chandela que segons la inscripció fou construïda el 1322. Kajuraho hauria estat la seva capital religiosa.
El chandela Kirat Pal Singh va reconquerir Mahoba al segle xiv i la nissaga la va conservar fins al segle xvi. La filla de Kirat Pal, Durgavati, es va casar amb el raja gond de Garha-Mandla, Dalpat Shah el 1543.
Sher Shah Suri va fer campanya contra els chandeles i va conquerir Mahoba, abans de morir en la lluita després de conquerir Kalinjar, que defensava Kirat Pal (Sher Shah va assetjar i conquerir Kalinjar però va morir en l'explosió d'un polvorí una vegada dins la ciutat). Durgavati va resistir l'atac mogol a Garha-Mandla el 1564 quan el seu marit ja havia mort, però morta en la lluita contra el general Asif Khan, el territori fou conquerit i així Akbar va dominar per aquest temps Mahoba i els mogols la van conservar fins al 1680. Fou un mahal del sarkar de Kalinjar a la suba d'Allahabad.
El 1680 se'n va apoderar Chhatrasal o Chhatra Sal, durant el regnat de l'emperador Aurangzeb. Bahadur Shah I va reconèixer els dominis conquerits per Chhatra Sal al Bundelkhand però Farrukhsiyar va enviar al general i nawab Muhammed Khan Bangash de Farrukhabad a recuperar el territori el 1729 i el vell Chhatra Sal va haver de demenar l'ajut del peshwa Baji Rao I que amb un exèrcit de 70.000 homes va arribar des d'Indore i va acampar a Mahoba; aquestes forces van rodejar a les del nawab Bangash que mentre s'havia apoderat de Jaitpur, Belatal, Mudhari, Kulpahar i altres llocs. El peshwa va obtenir una decisiva victòria sobre el nawab. Chhatrasal el 1732, poc abans de la seva mort (que es va produir el 1734), va cedir un terç de les seves possessions al peshwa Baji Rao I, amb la condició que els seus hereus i successors serien mantinguts pels marathes en possessió de la resta. En la part cedida estava inclosa Mahoba així com Shri Nagar, Jaitpur, Kulpahar i altres. Els marathes la van conservar fins al 1803 quan fou cedida al britànics conforme al tractat de Bassein de 31 de desembre de 1802. La ciutat de Mahoba i rodalia va quedar en mans dels pandits de Jalaun fins a la mort del seu darrer representant el 1840 quan segons la norma del lapse, va passar als britànics per manca d'hereu directe. Mahoba va esdevenir una subdivisió del districte d'Hamirpur. El 1857 l'oficial de la subdivisió, Mr. Carne, va haver de fugir cap a Charkari on fou acollit pel raja Ratan Singh. La rani de Jhansi va enviar a Tantia Topi contra Charkari. Ratan Singh es va haver de rendir. Els rebels van ocupar també Mahoba. Finalment el 1858 foren derrotats pel general Whitloack, que va restaurar el domini britànic; diversos rebels foren capturats i els seus caps penjats als arbres de la rodalia al lloc anomenat Haveli Darwaza. La seva memòria és actualment honorada.
El 1995 va esdevenir capital del nou districte de Mahoba, segregat de Hamirpur.